# Schloss Hüttelngesäß
Das Schloss Hüttelngesäß lag einst im Main-Kinzig-Kreis im hessischen Spessart, zwischen Niedersteinbach und Geiselbach. Es befand sich am unteren Ende des Teufelsgrundes im mittleren Kahlgrund.

## Geschichte
Die Ruine der 1131 erstmals schriftlich erwähnten Wasserburg gehört heute zum 250 Jahre alten Forsthof Hüttelngesäß. 1403 ließ Erzbischof Johann II. von Nassau das Öffnungsrecht zum Schloss Hüttelngesäß erteilen. Von dort aus wurde zusammen mit der Burg Mömbris, die oft fälschlicherweise als Womburg bezeichnet wird, und der Burg Hauenstein das unter Rienecks Einfluss stehende Gebiet der oberen Kahl und der Lohr gesichert. Zwei Jahre später, am 22. Februar 1405, brannte das Schloss im Wetterauer Räuberkrieg ab.
1510 kaufte die Grafschaft Hanau die Burgruine als „ein verfallenes Gemäuer“ mit den dazugehörenden Wiesen und Wäldern. Sie wurde nicht wieder aufgebaut. Teile des Nebengebäudes und der Umfassungsmauer sowie Reste des Wohnturms sind erhalten geblieben.
Seit 1754 befindet sich die Ruine mitsamt dem angrenzenden Forsthof im Besitz der Familie von Savigny.

## Weitere Ruinen in der Region
- Burgruine Bartenstein (bei Partenstein)
- Burgruine Beilstein (bei Lettgenbrunn)
- Burgruine Hauenstein (bei Krombach)
- Burgruine Wildenstein (bei Eschau)
- Klosterruine Schönrain am Main (bei Gemünden am Main)
- Klosterruine St. Wolfgang (bei Hanau-Wolfgang)